# Cee Lo Green
Cee Lo Green, właśc. Thomas DeCarlo Callaway (ur. 30 maja 1975 w Atlancie) – amerykański wokalista, raper, producent muzyczny i autor tekstów. Działalność rozpoczął w grupie Goodie Mob, tworzącej southern hip hop. W kolejnych latach rozwinął karierę solową, a także w duecie z producentem Danger Mouse utworzył zespół Gnarls Barkley.
Cee Lo międzynarodową popularność zyskał w 2006 roku, za sprawą sukcesu, jaki osiągnął utwór „Crazy” nagrany przez Gnarls Barkley. Piosenka dotarła na szczyt brytyjskiej listy UK Singles Chart oraz do 2. miejsca Billboard Hot 100. Album, z którego pochodziła – St. Elsewhere, uplasował się na 1. pozycji UK Albums Chart, a także 4. miejscu Billboard 200. Drugi album Gnarls Barkley, The Odd Couple, ukazał się w 2008 roku.
Robiąc przerwę w działalności w Gnarls Barkley, w sierpniu 2010 roku Cee Lo wydał jako solowy artysta singel "Fuck You!". Utwór okazał się międzynarodowym hitem, zajmując 1. miejsce UK Singles Chart, a także 2. pozycję amerykańskiego notowania Billboard Hot 100. Trzeci w karierze album solowy Cee Lo, The Lady Killer, miał premierę w listopadzie 2010 roku i uzyskał status platynowej płyty w Wielkiej Brytanii, rozchodząc się w ponad 300 tysiącach egzemplarzy w tym państwie.
Obecnie Cee Lo pełni rolę jurora w programie rozrywkowym The Voice, nadawanym od 2011 roku przez telewizję NBC.

## Wczesne życie
Thomas DeCarlo Callaway urodził się w Atlancie, w stanie Georgia i ukończył szkołę średnią Benjamin E. Mays High School. Jako że jego rodzice byli bardzo religijni, początki muzyczne młodego Thomasa sięgają aktywności w kościelnym chórze. Ojciec Cee Lo zmarł, gdy ten miał dwa lata. Z kolei jego matka była strażakiem – jak przyznał sam wokalista, była ona jedną z pierwszych Afroamerykanek w Atlancie, które wykonywały ten zawód. Gdy Cee Lo miał szesnaście lat, jego matka uczestniczyła w poważnym wypadku samochodowym, w wyniku którego została sparaliżowana; dwa lata później zmarła. Jej śmierć zbiegła się w czasie z okresem, kiedy osiemnastoletni Cee Lo rozpoczynał karierę z zespołem Goodie Mob. Utrata matki doprowadziła go do silnej depresji, która odzwierciedla się w wielu piosenkach nagranych przez wokalistę na przestrzeni lat, a w tym "Free" Goodie Mob i w utworach z St. Elsewhere oraz The Odd Couple (m.in.: "She Knows" i "A Little Better"). Z kolei w piosence "Guess Who" z albumu Soul Food Goodie Mob, Cee Lo śpiewa o swojej miłości do matki.

## Kariera muzyczna

### Goodie Mob
Wraz z Big Gippem, T-Mo i Khujo, Cee Lo był jednym z oryginalnych członków grupy hip hopowej Goodie Mob. Wchodzi ona w skład „rodziny” muzyków Dungeon Family, do której zalicza się również między innymi OutKast. W 1995 roku premierę miał debiutancki album Goodie Mob, Soul Food, który zdobył pozytywne recenzje krytyków i określany był mianem pionierskiego na scenie southern rapu. Produkcją płyty zajął się zespół Organized Noize, odpowiedzialny ponadto za pierwszy album OutKast, Southernplayalisticadillacmuzik.
Drugi album studyjny Goodie Mob, Still Standing, ukazał się w 1998 roku i również spotkał się z pozytywnym odbiorem środowiska muzycznego. Mimo to, pod względem komercyjnym poradził sobie gorzej niż debiutancka płyta grupy. Jednocześnie sam Cee Lo w tym samym okresie skupił się przede wszystkim na rapowaniu kosztem tradycyjnego wokalu. Ponadto, przejął on większą kontrolę kreatywną nad kolejnym albumem Goodie Mob, wydanym w 1999 roku World Party. Różnił się on od wcześniejszych płyt grupy, odchodząc nieco od liryzmu świadomego społecznie.
W trakcie kompletowania World Party, Cee Lo opuścił grupę, by skupić się na rozwoju kariery solowej i współpracy z wytwórnią Arista. Oficjalnie nie przestał być jej członkiem, jednak od tego czasu nie brał udziału w żadnych projektach, w jakie angażowała się Goodie Mob. Jedynym wyjątkiem była ponowna wspólna praca nad piosenkami na album Even in Darkness Dungeon Family. Mimo że tytuł kolejnej płyty Goodie Mob, nagranej już bez udziału Cee Lo – One Monkey Don't Stop No Show, pozornie wrogo odnosił się do jego osoby, pozostali członkowie grupy wytłumaczyli, że słowa te odnoszą się do działalności Aristy i całego przemysłu muzycznego, a nie bezpośrednio do Greena.

### Santana
W 1999 roku Cee Lo, jako „Cee-Lo”, był jednym ze słynnych dziesięciu muzyków, którzy nagrywali z zespołem Santana album Supernatural.

### Gnarls Barkley

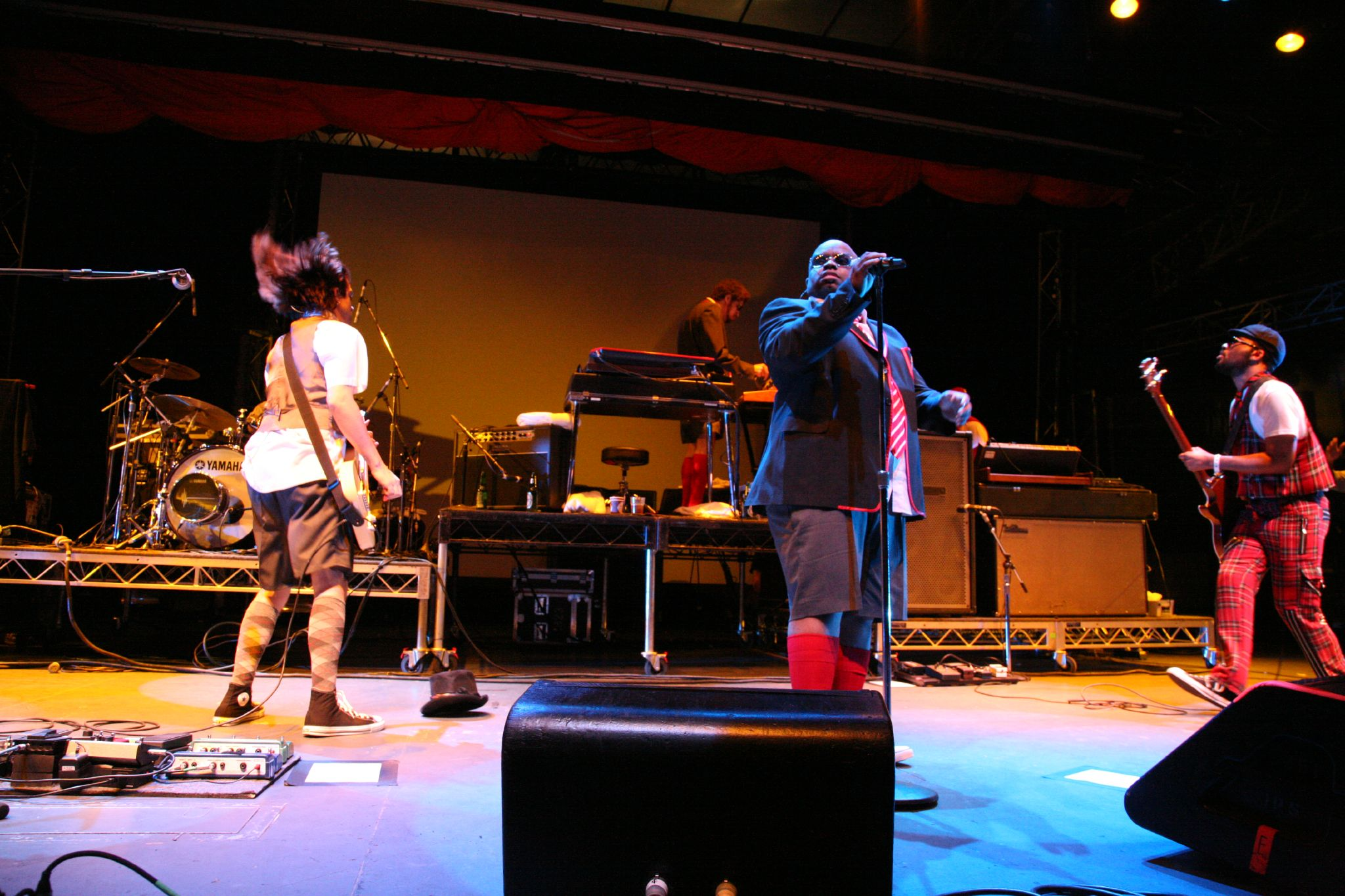
Gnarls Barkley podczas festiwalu Mini V w Melbourne, w 2007 roku

Wraz z DJ–em i producentem Danger Mouse, Cee Lo powołał do życia grupę Gnarls Barkley. Dwójka spotkała się po raz pierwszy w 1998 roku podczas koncertu OutKast i Goodie Mob na University of Georgia; Danger Mouse, który zajął drugie miejsce w lokalnym konkursie talentów, stanowił support dla obu zespołów. Po występie, Danger Mouse wręczył Cee Lo swoje instrumentalne demo. W 2003 roku Danger Mouse i raper Jemini skontaktowali się z Greenem i zaprosili go do nagrania remiksu ich utworu "What U Sittin' On?", wydanego na albumie Ghetto Pop Life. Dwa lata później Cee Lo pojawił się gościnnie w piosence "Benzi Box" duetu Danger Doom, który tworzyli Danger Mouse i MF Doom.
Pierwszy album Gnarls Barkley, St. Elsewhere, miał premierę 24 kwietnia 2006 roku i zadebiutował na szczycie UK Albums Chart. Zgodnie z danymi Nielsen SoundScan, płyta rozeszła się w sumie w ponad 3 milionach kopii w Stanach Zjednoczonych. Promujący album singel "Crazy" stał się pierwszym utworem w historii UK Singles Chart, który zadebiutował na 1. miejscu listy wyłącznie w oparciu o sprzedaż w formie digital download. "Crazy" został również wyróżniony przez magazyn Rolling Stone jako najlepsza piosenka dekady 2000–2009. W marcu 2008 roku wydany został drugi album Gnarls Barkley, zatytułowany The Odd Couple.

### Kariera solowa

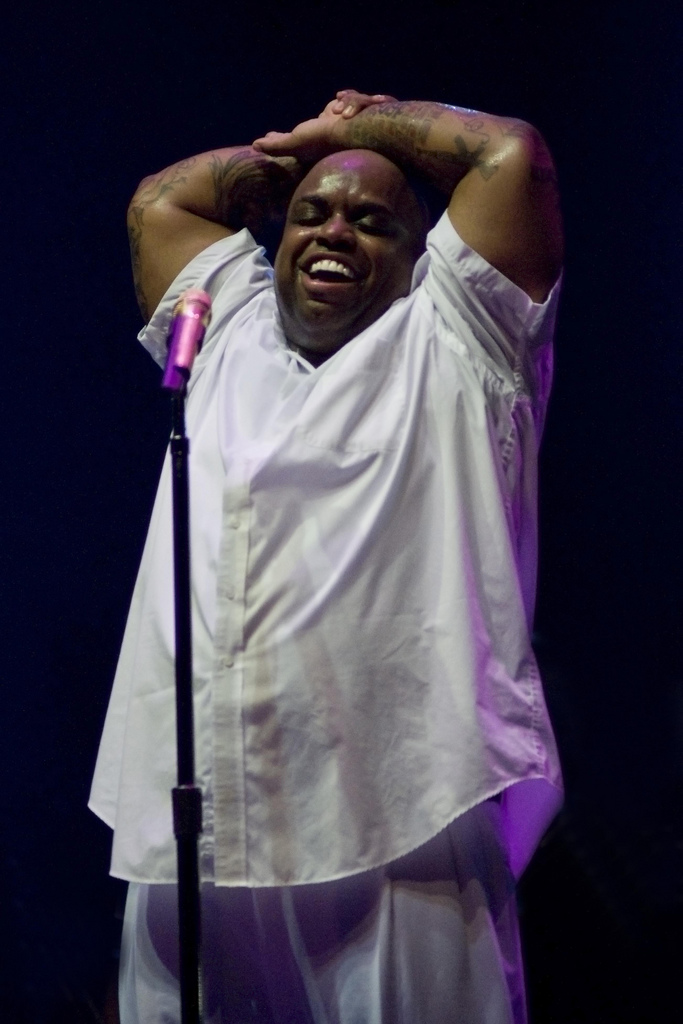
Cee Lo na koncercie Gnarls Barkley w Holandii, w lipcu 2008 roku

Współpraca Cee Lo z Aristą okazała się niepodziewanie krótka – wytwórnia zerwała kontrakt z wokalistą, uznając sprzedaż jego dwóch albumów solowych za zbyt niską. Pierwszy z nich, Cee-Lo Green and His Perfect Imperfections, utrzymany był w klimacie wydawnictw Dungeon Family; jako że Cee Lo odpowiadał za produkcję utworów, nadał im charakter southern soulowy, funkowy i jazzowy. Poza tym w nagrywaniu poszczególnych utworów gościnny udział wzięli członkowie Dungeon Fam, Big Gipp i Backbone.
Na drugim albumie solowym Cee Lo, Cee-Lo Green... Is the Soul Machine, dominował jeden gatunek muzyczny – southern hip hop. Płyta zawierała efekty współpracy z gwiazdami sceny rapowej: Ludacrisem, T.I. i Pharrellem, a za produkcję odpowiadali m.in.: Timbaland, The Neptunes oraz Jazze Pha. Jednocześnie jedynym członkiem Dungeon Family, który pojawił się na płycie był Big Rube. Rozczarowana wynikami sprzedaży obu albumów, Arista zakończyła współpracę z Greenem.
Jednak podążając za sukcesem, jaki osiągnęła formacja Gnarls Barkley, wytwórnia wydała album kompilacyjny Closet Freak: The Best of Cee Lo Green the Soul Machine, złożony z 17 utworów Cee Lo i Goodie Mob, które nagrali w przeszłości, i które pozostawały w archiwach Aristy.
Formując wraz z producentem Danger Mouse grupę Gnarls Barkley, Cee Lo odsunął na dalszy plan karierę solową, skupiając się na działalności zespołu.
W 2008 roku Cee Lo nagrał nową wersję piosenki "Kung Fu Fighting" na potrzeby filmu animowanego Kung Fu Panda.
Po kilkuletniej przerwie, Cee Lo powrócił jako artysta solowy w sierpniu 2010 roku, publikując w serwisie YouTube utwór "Fuck You!". Zgodnie z The New York Timesem, "okazał się on miażdżącym hitem", generując ponad 2 miliony odsłuchań w czasie kilku pierwszych dni od premiery. Dwa tygodnie później ukazał się oficjalny wideoklip towarzyszący piosence. "Fuck You!" zadebiutował na szczycie UK Singles Chart, a także dotarł do 2. miejsca Billboard Hot 100. Od tego czasu, singel uzyskał status czterokrotnej platyny w Stanach Zjednoczonych za sprzedaż powyżej czterech milionów kopii w tym państwie, a także platynowy status w Wielkiej Brytanii. "Fuck You!" otrzymał cztery nominacje do nagród Grammy, ostatecznie wygrywając jedną statuetkę, w kategorii Best Urban/Alternative Performance.
W listopadzie 2010 roku premierę miał trzeci album solowy Cee Lo, The Lady Killer, który uzyskał status platynowej płyty w Wielkiej Brytanii za sprzedaż powyżej 300 tysięcy egzemplarzy. W Stanach Zjednoczonych album uplasował się na 9. miejscu Billboard 200; w sumie płyta znalazła w tym państwie ponad 330 tysięcy nabywców. "Myślę, że jest to bardziej jasny, zwięzły, spójny, koncepcyjny, stanowiący pewną całość album. To kompletna myśl. Ta płyta miała być filmem, wiesz? Nigdy wcześniej nie przyjmowałem takiego podejścia przy tworzeniu albumów.", powiedział sam artysta, pytany o The Lady Killer.
Podczas 53. ceremonii wręczenia nagród Grammy w 2011 roku, Cee Lo zaśpiewał "Forget You" ("oczyszczoną" wersję "Fuck You!") wraz z Gwyneth Paltrow i kilkoma maskotkami The Jim Henson Company.
Według wstępnych ustaleń, latem 2011 roku Green miał kilkakrotnie otwierać koncerty Rihanny podczas północnoamerykańskiego etapu jej trasy Loud Tour. Jednak ostatecznie musiał zrezygnować, argumentując to zbyt napiętym grafikiem, na który składała się jego rola w The Voice, pisanie nowej książki, a także prace nad kolejnym albumem.
5 lutego 2012 roku Cee Lo wystąpił gościnnie u boku Madonny w ramach jej halftime show podczas Super Bowl XLVI.
12 lutego 2012 roku na 54. gali wręczenia nagród Grammy Cee Lo Green uhonorowany został dwiema statuetkami, wygrywając w kategoriach Best Traditional R&B Performance i Best R&B Song za utwór "Fool for You".

#### Przyszłe projekty
Cee Lo pracuje obecnie z producentem Jazze Pha nad albumem Happy Hour, który miałby ukazać się nakładem wytwórni Jazze'a. Pochodzące z niego piosenki "Happy Hour" (i jej remiks z Bun B, Snoop Doggem i Tone Tone), "Man of the Hour" i "Disco Bitch" (z The Pussycat Dolls) zostały oficjalnie opublikowane. Jazze Pha dotychczas współpracował z innymi artystami; ten projekt będzie jego wokalnym i rapowym debiutem. Jednocześnie Cee Lo zajmuje się aktualnie produkcją nowej płyty Melody Thornton. Ponadto, zgodnie z niepotwierdzonymi informacjami, Green wraz z Red Hot Chili Peppers i Ryanem Tedderem mają pojawić się na przyszłym albumie brytyjskiego DJ–a Paula Oakenfolda.

## Kariera aktorska
Cee Lo, wraz z pozostałymi artystami Goodie Mob, pojawił się w filmie Superbohaterowie (1999) jako członek Not So Goodie Mob.
Green podejmował się również dubbingu, podkładając głos pod postaci: Prime Cut Miggity-Mo' Macdaddy Gizzabang Doggy Dog Dog w serialu Brak Show (2002), Franka i Buddy'ego Z w Klasa 3000 (2007), Godzilli w Robot Chicken (2007) oraz Rollo Goodlove'a w Boondocks (2008). Ponadto, użyczył głosu postaci Light Skin w filmie telewizyjnym Freaknik: The Musical wyprodukowanym przez T-Paina.
15 stycznia 2011 roku Cee Lo wystąpił oraz zaśpiewał w programie NBC Saturday Night Live, w odcinku prowadzonym przez Gwyneth Paltrow.
Green pełni obecnie rolę jurora, a zarazem nauczyciela śpiewu w programie telewizji NBC The Voice.
Cee Lo użyczył swojego głosu jednej z postaci serialu animowanego American Dad!, pojawiając się gościnnie w odcinku "Hot Water" z 25 września 2011 roku.
W 2012 roku premierę będzie miał film animowany Hotel Transylwania, w którym w postać mumii Murraya wcieli się Green.

## Życie osobiste
Cee Lo pozostawał w związku małżeńskim z Christiną Johnson do 2005 roku, kiedy to para rozwiodła się. Mają oni jednego syna – Kingstona; Green był przyrodnim ojcem dla dwóch córek Johnson, Sierry i Kalah.

### Kontrowersje związane z Twitterem
16 czerwca 2011 roku dziennikarz Andrea Swensson negatywnie ocenił jeden z występów Greena, pisząc, że "nie zdołał dorównać poziomowi radości i zabawy, jaką posiada jego nagrany w studio materiał. Green spędził większość czasu siedząc przed mikrofonem na środku sceny, poruszając się o ledwie cale. Towarzyszyło mu dwóch niezapadających w pamięć wokalistów pobocznych i DJ, ukryty za gigantycznym wyświetlaczem LCD". Następnego dnia Green zamieścił na swoim profilu w serwisie Twitter odpowiedź na recenzję Swenssona: "Szanuję twoją krytykę, ale bądź sprawiedliwy! Ludzie świetnie się bawili zeszłej nocy! Domyślam się, że jesteś gejem? A moja męskość obraziła cię? Pie... się!". Cee Lo spotkał się z ostrymi reakcjami ze strony osób śledzących go na Twitterze; w komentarzu na to, napisał: "Przeprosiny dla społeczności gejowskiej! Co było w tym [moich słowach] homofobicznego?". W wywiadzie dla US Weekly Green stwierdził, że jego odpowiedzi nie miały być agresywne, dodając: "nie przejawiam żadnych negatywnych uczuć wobec społeczności gejowskiej" i "myślę, że jestem jednym z najbardziej liberalnych artystów, jakich kiedykolwiek spotkasz, i jestem z tego dumny". Cee Lo usunął ze swojego profilu wszystkie "tweety" związane z tą sprawą.

## Dyskografia
- Cee-Lo Green and His Perfect Imperfections (2002)
- Cee-Lo Green... Is the Soul Machine (2004)
- The Lady Killer (2010)

## Nagrody i nominacje
| Rok  | Nagroda                 | Kategoria                                          | Rezultat  |
| ---- | ----------------------- | -------------------------------------------------- | --------- |
| 2011 | BET Awards              | Najlepszy artysta R&B                              | Nominacja |
| 2011 | Brit Awards             | Najlepszy album międzynarodowy Za: The Lady Killer | Nominacja |
| 2011 | Brit Awards             | Najlepszy artysta międzynarodowy                   | Wygrana   |
| 2011 | Soul Train Music Awards | Najlepszy artysta R&B/hip hopowy                   | Wygrana   |

### Grammy
| Rok  | Przedmiot nominacji | Kategoria                                          | Rezultat  |
| ---- | ------------------- | -------------------------------------------------- | --------- |
| 2007 | "Crazy"             | Record of the Year                                 | Nominacja |
| 2007 | "Crazy"             | Best Urban/Alternative Performance                 | Wygrana   |
| 2007 | St. Elsewhere       | Album of the Year                                  | Nominacja |
| 2007 | St. Elsewhere       | Best Alternative Music Album                       | Wygrana   |
| 2009 | "Going On"          | Best Pop Performance by a Duo or Group with Vocals | Nominacja |
| 2009 | The Odd Couple      | Best Alternative Music Album                       | Nominacja |
| 2011 | "Fuck You!"         | Record of the Year                                 | Nominacja |
| 2011 | "Fuck You!"         | Song of the Year                                   | Nominacja |
| 2011 | "Fuck You!"         | Best Urban/Alternative Performance                 | Wygrana   |
| 2011 | "Fuck You!"         | Best Short Form Music Video                        | Nominacja |
| 2012 | "Fool for You"      | Best R&B Song                                      | Wygrana   |
| 2012 | "Fool for You"      | Best Traditional R&B Performance                   | Wygrana   |
| 2012 | The Lady Killer     | Best Pop Vocal Album                               | Nominacja |